# Aynho
Aynho est une paroisse civile et un village du Northamptonshire, en Angleterre.